# Quartet de corda núm. 3 (Mozart)
El Quartet de corda núm. 3 en sol major, K. 156, fou escrit per Wolfgang Amadeus Mozart entre l'octubre de 1772 i el febrer de 1773 a Milà. Es tracta del segon d'una sèrie de sis quartets, coneguts com a Quartets milanesos, ja que van ser compostos durant el seu segon viatge i estada a Milà, mentre Mozart estava treballant en la seva òpera Lucio Silla.

## Estructura
Consta de tres moviments:
1. Presto
2. Adagio
3. Tempo di minuetto